# Francisco José de Jaca
Francisco José de Jaca (1645-1690) fue un religioso español de Aragón de la orden de los capuchinos famoso por su lucha contra la esclavitud de los negros en América. Junto a su compañero Epifanio de Moirans, es considerado uno de los primeros abolicionistas.

## Biografía
Francisco José nació en Jaca, Aragón (España) en el año 1645. En 1665, entró en la orden de los capuchinos pasando al convento que estos tenían en Tarazona y siendo ordenado en 1672. 
En 1677, fue enviado en misión a los Llanos de Caracas en Venezuela. En 1681 fue enviado a la misión de Darien, entonces en Colombia. El destino fue anulado y viaja a Cartagena de Indias para coger un barco a La Habana. Cartagena era entonces un importante puerto de trata de esclavos y había generado un movimiento religiosos de defensa de los negros. Había un « ministerio de negros » llevado a cabo por los misioneros jesuitas y que ilustra la obra de Alonso de Sandoval De instauranda aethiopum salute y la vida de Pedro Claver (« el esclavo de los negros »).
De regreso en La Habana, el capuchino aragonés escribió su obra: Resolución sobre la libertad de los negros y sus originarios, en estado de paganos y después ya cristianos. Se le acusó de generar disturbios debido a sus prédicas incendiarias que ordenaban la liberación de los esclavos afirmando que « poseer esclavos es contrario al derecho ». Como consecuencia de sus enfrentamientos con las autoridades civiles, se retiró a la ermita de San Cristo fuera de la ciudad. Se le sumó el capuchino borgoñón, Epifanio de Moirans, que militaba también contra la esclavitud. Ambos consideraban esta institución como ilegítima y rechazan la absolución a los dueños de esclavos que no se comprometieran a liberarlos.
Los dos fueron devueltos a España y llegan a Cádiz el 4 de octubre de 1682. Son sometidos entonces a un proceso ante el Consejo de Indias y, posteriormente, ante el Consejo de Estado. Epifano es destinado a Sevilla y José a Valladolid, pero ambos solicitan a comparecer en Roma para defender la libertad de los negros. Sin embargo, el Santo Oficio no permite que continue el caso. Ambos religiosos son liberados en mayo de 1685 y Francisco es enviado a Venezuela donde muere en 1690.